# Escuela Catedralicia de Kristiansand

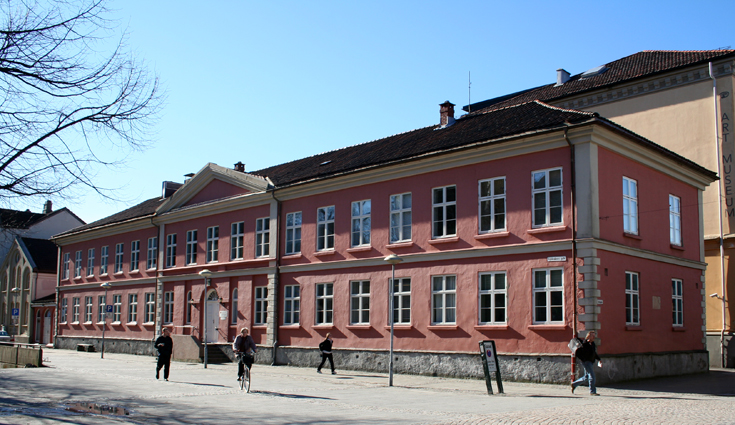
«Katta» ("Gato") el edificio de ladrillo por primera vez en Kvadraturen, «Den Latinske Skole». El edificio fue inaugurado el 31 de octubre de 1736 después de que el edificio original, construido en madera, se quemó el 6 de mayo de 1734.

La Escuela Catedralicia de Kristiansand (en noruego, y oficialmente, Kristiansand katedralskole Gimle), es una escuela secundaria en Kristiansand, Vest-Agder, Noruega. Es la heredera histórica de la antigua escuela catedralicia fundada en la ciudad en 1686, una de las cinco que hay en Noruega con ese nombre.
Es la escuela secundaria más antigua en la costa meridional de Noruega, siendo fundada en 1686. Originalmente, la escuela estaba situada cerca de la catedral en el centro de la ciudad de Kristiansand. Aunque represente a una vieja institución, Katta ("Gato") es una escuela moderna, ofreciendo cursos en general y estudios de negocios, así como en salud y cuidado. Tiene una colección exclusiva de pinturas donadas por el exestudiante Reidar Wennesland, y algunos libros antiguos.

## Alumnos Notables
- Mette-Marit Tjessem Høiby, Princesa de la Corona de Noruega (esposa del Príncipe de la Corona Haakon Magnus de Noruega)
- Jens Bjørneboe, Pintor y Autor
- Sigurd Lie, Compositor y Autor de la Orquesta de Noruega
- Reidar Wennesland, Coleccionista de pinturas de "Beat Art"
- Bentein Baardson, actor y Director de cine
- Trygve Allister Diesen, Escritor y Director de cine
- Kristen Gislefoss, Meteorólogo estatal de Noruega
- Gaute Heivoll, Autor
- Herman Smitt Ingebretsen, político y Secretario General
- Else Marie Jakobsen, Diseñador y artista Textil
- Karl Ove Knausgård, Autor
- Thomas Peter Krag, Poéta y Autor
- Vilhelm Andreas Wexels Krag, Autor
- Jørgen Gunnarson Løvland, político y Editor
- Andreas Munch, Escritor y Autor
- Claus Pavels, Párroco y escritor
- Gabriel Scott, Autor
- Sigmund Skard, Profesor de literatura Americana y escritor
- Andreas Thorkildsen, Atleta (Campeón Olímpico)